# Vladimir Garine
Pour les articles homonymes, voir Garine.
Vladimir Vladimirovitch Garine (en russe : Владимир Владимирович Гарин) est un acteur russe né le 25 janvier 1987 à Leningrad et mort le 25 juin 2003 dans un lac près de Sosnovo (Oblast de Léningrad).

## Biographie

### Enfance et débuts au théâtre
Garine est né à Leningrad le 25 janvier 1987. Ses parents ont divorcé peu de temps après sa naissance. Il fut élevé par sa mère, Tatyana Vitalevna Garina, enseignante au Département de philosophie de l'éducation de l'Université d'État de Leningrad Pouchkine.
D'une précocité étonnante, il mémorisait des concerts entiers de Vyssotsky dès l'âge de quatre ans. De santé fragile, son enfance fut marquée par les maladies et les absences à l'école. Il a étudié à l'école de musique, jouant de la trompette et du piano.
Dès l'âge de huit ans, il étudie dans le studio pour enfants du théâtre musical pour enfants d'État de Saint-Pétersbourg, où il joue dans "Through the Looking Glass", chante le rôle de Sim dans l'opéra de Britten "Noah's Ark", et joue les principaux rôles dans des productions en studio. 
Repéré au théâtre, il est invité à jouer dans la série animée des 101 Dalmatiens. Il a également joué dans le film Khroustaliov, ma voiture !.
Son plus grand rôle reste celui d'Andreï dans Le Retour, tourné en 2002, et récompensé du Lion d'or lors de la Mostra de Venise 2003.

### Décès
Le 22 juin 2003. Garin reçoit lettre de Moscou par e-mail l'invitant à l'avant-première privée (réservée aux acteurs et membres de l'équipe technique) du  Retour. Mais il n'a jamais eu l'occasion de lire cette lettre. Ainsi, au moment où il se noyait, il devait être dans le train qui l'amènerait à regarder son propre film pour la première fois sur grand écran.
Trois jours plus tard, le 25 juin, Vladimir Garine conduit un bateau pneumatique sur le lac Osinovetskoïe, près des lieux du tournage du film, à 69 kilomètres de Saint-Pétersbourg. Quelques secondes avant sa noyade, Garine a sauté à l'eau, mais celle-ci était glaciale. Un pêcheur à proximité assura plus tard qu'il s'était détourné pendant une seconde seulement, et quand il s'est retourné, il n'y avait plus personne dans le bateau. Les médecins ont plus tard évoqué une convulsion due au choc thermique subi par l'organisme du jeune acteur,.
Il est enterré au cimetière Serafimovski à Saint-Pétersbourg.

## Filmographie
- 1998 : Khroustaliov, ma voiture ! (Хрусталёв, машину!) d'Alexeï Guerman : une voix-off
- 2003 : Les 101 Dalmatiens 2 : Sur la trace des héros (101 Dalmatians II: Patch's London Adventure) de Jim Kammerud et Brian Smith : doublage pour la version russe
- 2003 : Le Retour (Возвращение) d'Andreï Zviaguintsev : Andreï

## Distinctions
- Meilleur acteur (avec Lavronenko et Dobronravov ) au Festival International du Film de Gijón pour son rôle dans le film Le Retour[5].

## Hommages
- Andreï Zviaguintsev, le réalisateur du Retour, lui dédie le Lion d'or reçu pour le film cette même année.